# Скратос, Йохан
Йохан Скратос (норв. Johan Skrataas; 4 мая 1890, Egge Municipality, Стейнхьер — 12 февраля 1961, Тронхейм) — норвежский гимнаст, серебряный призёр летних Олимпийских игр 1908 года.
На Играх 1908 года в Лондоне Скратос участвовал в командном первенстве, в котором его сборная заняла второе место. Он также соревновался в индивидуальном состязании, где разделил 67 место с Алеко Мулосом из Османской империи.